# Desvalorização interna da moeda
A desvalorização interna da moeda é uma opção de política social e económica, cujo objetivo é restabelecer a competitividade internacional de um país, principalmente através da redução dos seus custos laborais, tanto os salários como os custos indiretos dos empregadores. Às vezes, a desvalorização interna é considerada uma alternativa à desvalorização externa "padrão", embora as implicações sociais e velocidade de recuperação económica possam diferir significativamente entre as duas opções.